# Battleford—Kindersley
Pour les articles homonymes, voir Battleford (homonymie) et Kindersley (homonymie).
Battleford—Kindersley fut une circonscription électorale fédérale de la Saskatchewan, représentée de 1968 à 1979.
La circonscription de Battleford—Kindersley a été créée en 1966 avec des parties de Kindersley, The Battlefords et Rosetown—Biggar. Abolie en 1976, elle fut redistribuée parmi Kindersley—Lloydminster et The Battleford—Meadow Lake.

## Députés
1. 1968-1972 — Rod Thomson, NPD
2. 1972-1974 — Norval Horner, PC
3. 1974-1979 — Clifford J. McIsaac, PLC

- NPD = Nouveau Parti démocratique
- PC = Parti progressiste-conservateur
- PLC = Parti libéral du Canada